# Rita Nemes
Rita Nemes (* 30. November 1989 in Sátoraljaújhely) ist eine ungarische Leichtathletin, die sich auf den Siebenkampf spezialisiert hat.

## Sportliche Laufbahn
Erste internationale Erfahrungen sammelte Rita Nemes im Jahr 2006, als sie bei den Juniorenweltmeisterschaften in Peking im 400-Meter-Lauf bis in das Halbfinale gelangte und dort mit 54,93 s ausschied. Im Jahr darauf schied sie dann bei den Halleneuropameisterschaften in Hengelo mit 56,22 s in der ersten Runde aus. Nach etwa zehn Jahren sportlicher Pause fokussiert sich Nemes seit 2018 auf den Mehrkampf und belegte 2021 bei den Halleneuropameisterschaften in Toruń mit 4486 Punkten den sechsten Platz im Fünfkampf. 2023 startete sie bei den Weltmeisterschaften in Budapest und gelangte dort mit 6232 Punkten auf den zehnten Platz. Im Jahr darauf belegte sie bei den Europameisterschaften in Rom mit 6174 Punkten den neunten Platz und  anschließend wurde sie bei den Olympischen Sommerspielen in Paris mit 6060 Punkten 18.
In den Jahren 2019, 2023 und 2024 wurde Nemes ungarische Meisterin im Siebenkampf sowie 2020 im Hallenfünfkampf.

## Persönliche Bestleistungen
- Siebenkampf: 6276 Punkte, 26. Mai 2024 in Budapest
  - Fünfkampf (Halle): 4532 Punkte, 14. Februar 2021 in Budapest